# San Quintin (Abra)
San Quintin is een gemeente in de Filipijnse provincie Abra op het eiland Luzon. Bij de laatste census in 2007 had de gemeente ruim 5 duizend inwoners.

## Geografie

### Bestuurlijke indeling
San Quintin is onderverdeeld in de volgende 6 barangays:
- Labaan
- Palang
- Pantoc
- Poblacion
- Tangadan
- Villa Mercedes

## Demografie
San Quintin had bij de census van 2007 een inwoneraantal van 5.341 mensen. Dit zijn 211 mensen (4,1%) meer dan bij de vorige census van 2000. De gemiddelde jaarlijkse groei komt daarmee uit op 0,56%, hetgeen lager is dan het landelijk jaarlijks gemiddelde over deze periode (2,04%). Vergeleken met de census van 1995 is het aantal mensen met 342 (6,8%) toegenomen.

De bevolkingsdichtheid van San Quintin was ten tijde van de laatste census, met 5.341 inwoners op 56,6 km², 94,4 mensen per km².